# Ali Landry
Ali Landry, née le 21 juillet 1973 à Breaux Bridge dans l'état de la Louisiane, est une actrice américaine, qui a été élue Miss USA 1996.